# Frank Gunning

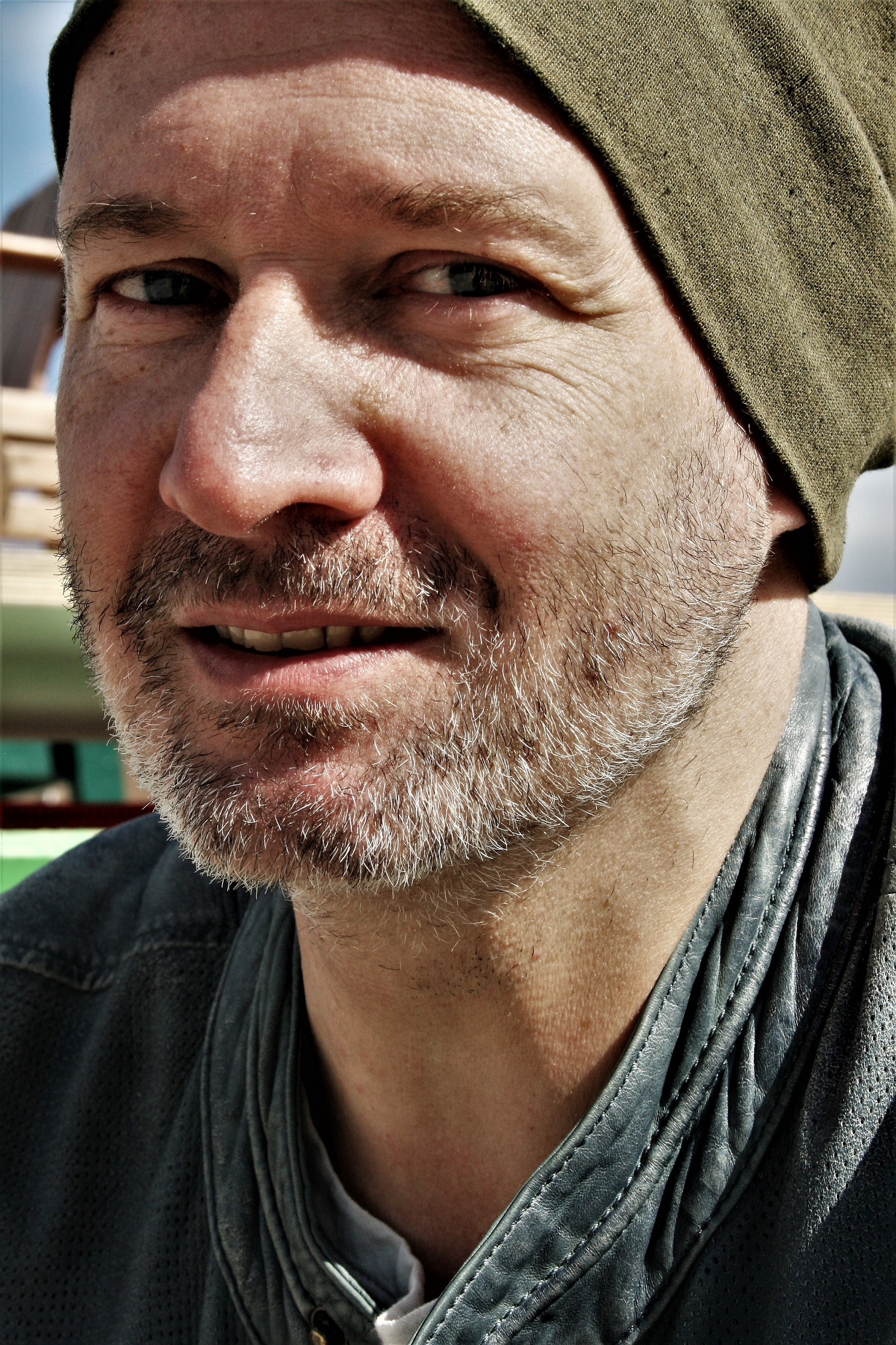
Frank Gunning

Frank Gunning is een schrijver, regisseur en producent uit Amsterdam.

## Theater
Met locatietheatergroep Pampa Lab (2001-2007) maakte Gunning voorstellingen zonder vooropgezet plan, in een poging locatietheater weer terug te brengen naar wat hij er de bedoeling van vond: theater dat ontstaat vanuit de locatie, en er daardoor onlosmakelijk mee verbonden is. Op veel subsidie kon de groep daarom niet rekenen: er dient vooraf een plan te zijn dat inhoudelijk van kop tot staart is uitgewerkt, en Gunning weigerde dat aan te leveren: als de locatie het uitgangspunt is, dan moet het materiaal ook ter plekke ontstaan, niet op de plek geplakt worden. 
Na artistiek leider te zijn geweest van Pampa Lab en kinderkunstfestival Waterpaard (2009 - 2015) richt hij Bureau Frank Gunning Regie (FGR) op, dat inmiddels is opgevolgd door Atelier de Pijp.

## Media
Hij schreef onder de vleugels van Uitgeverij Querido de romans Meisje van Glas  en Schuilplaatsen van Woody Gardiner. Voor stichting Cliniclowns Nederland schreef hij de hoorspelserie Detectivebureau Speer & Co. Hij publiceerde onder meer een bewerking van Jules Vernes Vijf weken in een luchtballon en De jungleboeken in literair jeugdtijdschrift Boekie-Boekie. Daarnaast schreef hij enkele toneelstukken.